# Fanal

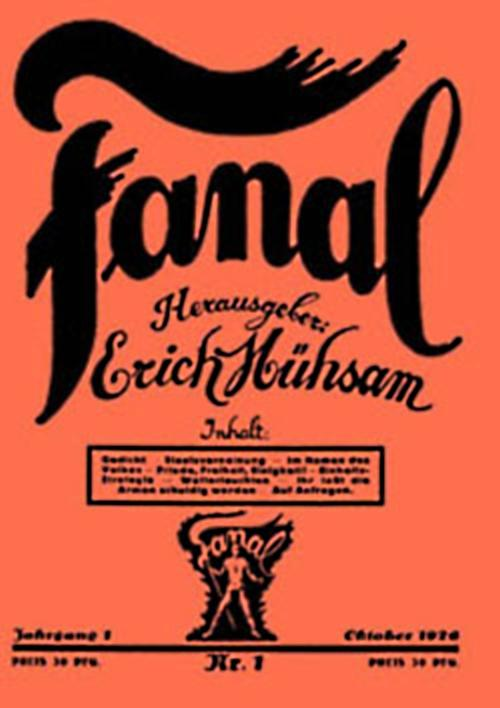
Eerste nummer van Fanal.

Fanal, Organ der Anarchistischen Vereinigung, was een Duits anarchistisch maandblad, dat verscheen tussen 1926 en 1932. Het tijdschrift beschouwde zich als orgaan van de in 1924 opgerichte Anarchistische Vereniging, die ontstond als een afsplitsing van de Federatie van communistische anarchisten van Duitsland (Föderation kommunistischer Anarchisten Deutschlands).  Desondanks trad Erich Mühsam op als de enige auteur van Fanal. Het maandblad Fanal werd uiteindelijk verboden en verdween na de arrestatie van uitgever-eigenaar Mühsam direct na de Rijksdagbrand (28 februari 1933).
De artikelen in Fanal behandelen actuele en theoretische onderwerpen vanuit anarchistisch perspectief. Mühsam richtte het blad op om zijn idee van anarchocommunisme aandacht te schenken. Fanal wees op het falen van de politiek en het rechtswezen in Duitsland, die volgens hem steeds meer in rechts vaarwater terechtkwamen. Hij hield daarom met zijn blad een pleidooi voor een eenheidsfront, een samenwerking tussen SPD en KPD, om zo de strijd met Hitler aan te binden. 
Een van Mühsams medewerkers bij Fanal was de latere naoorlogse minister Herbert Wehner, die met zijn vriendin bij Mühsam inwoonde. 
Nederlands 'fanaal' is een ouderwetse term voor 'vuurbaken'.